# Vámbéry Ármin

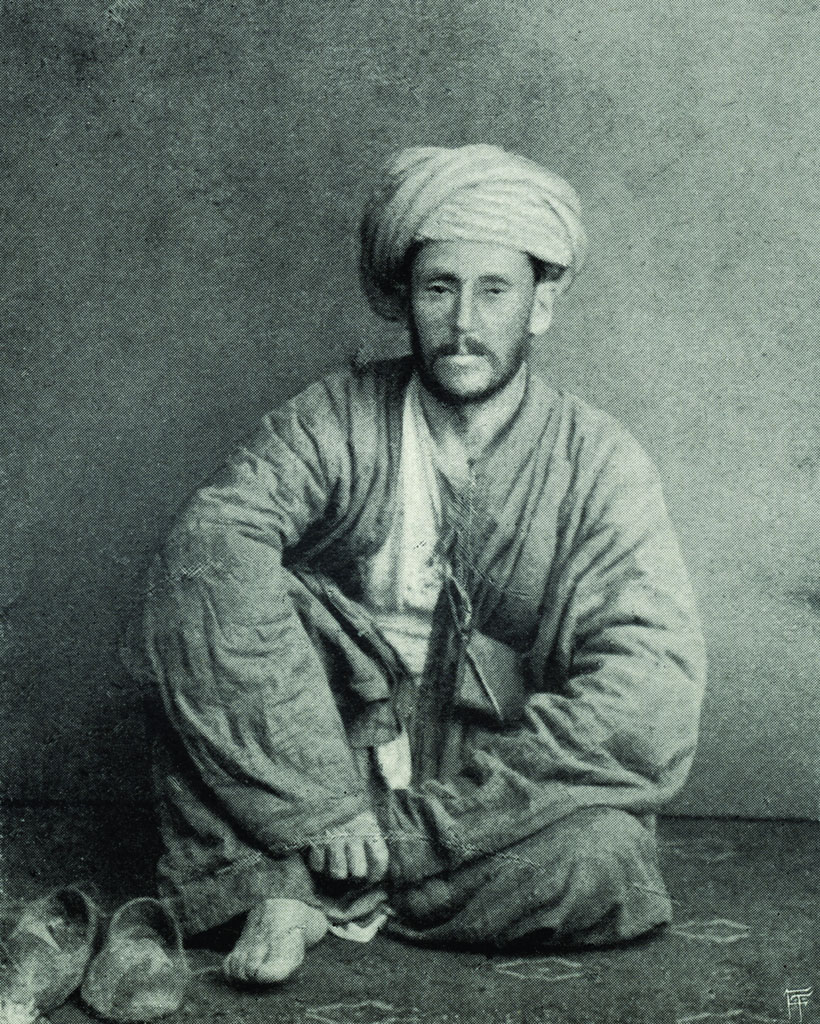
Vámbéry Ármin dervisruhában

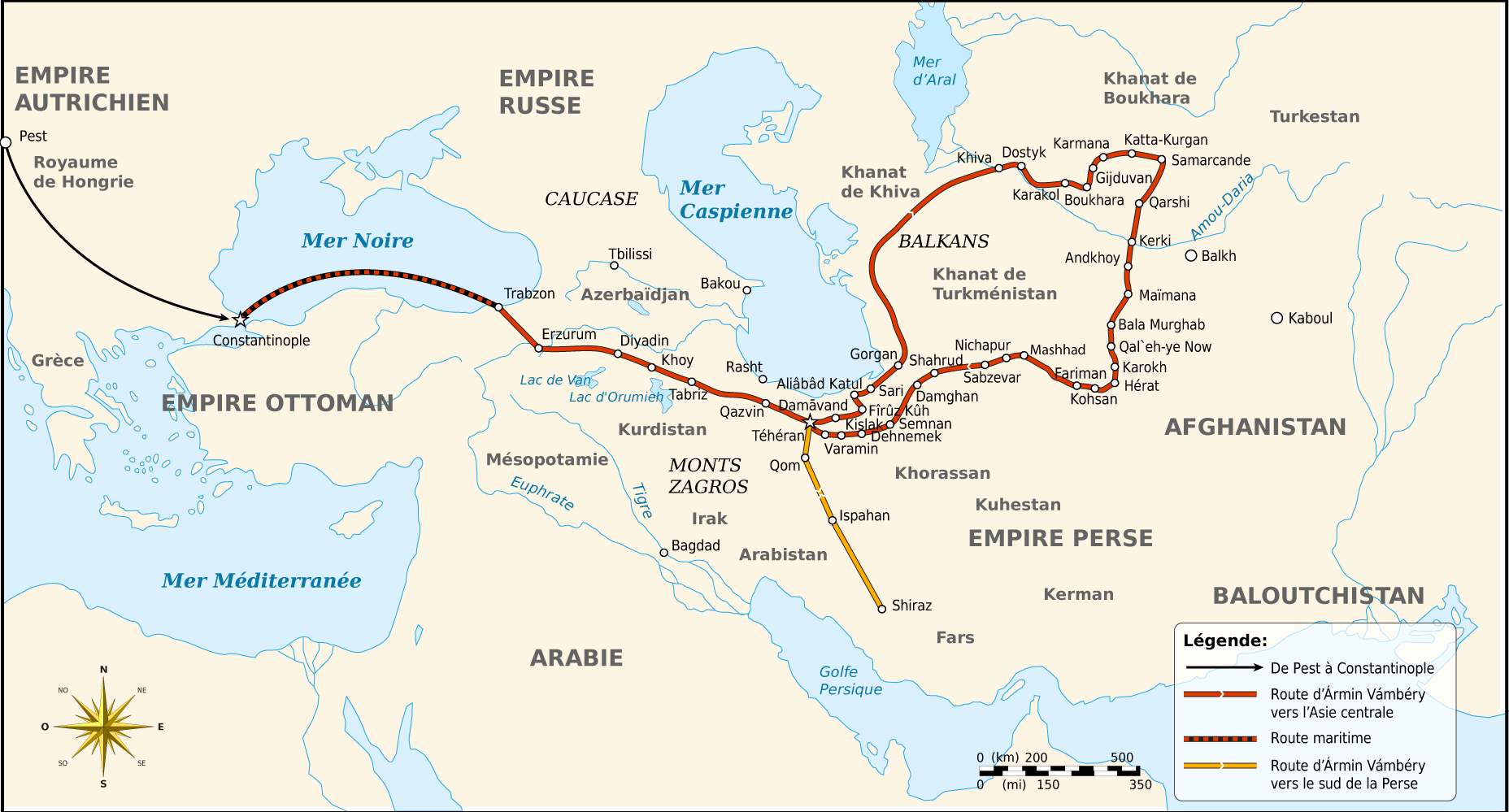

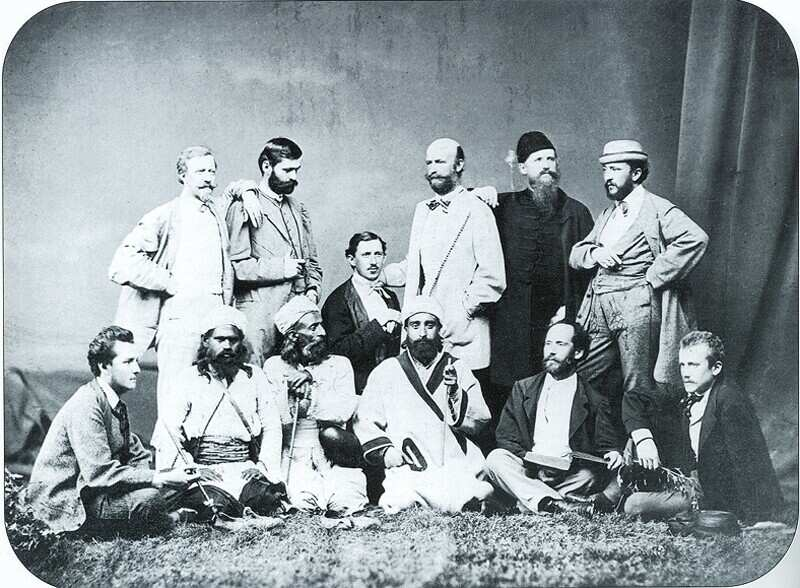
Vámbéry Ármin (ülő sor, jobbról a második), Zichy Jenő Ázsia-kutató és kísérői társaságában

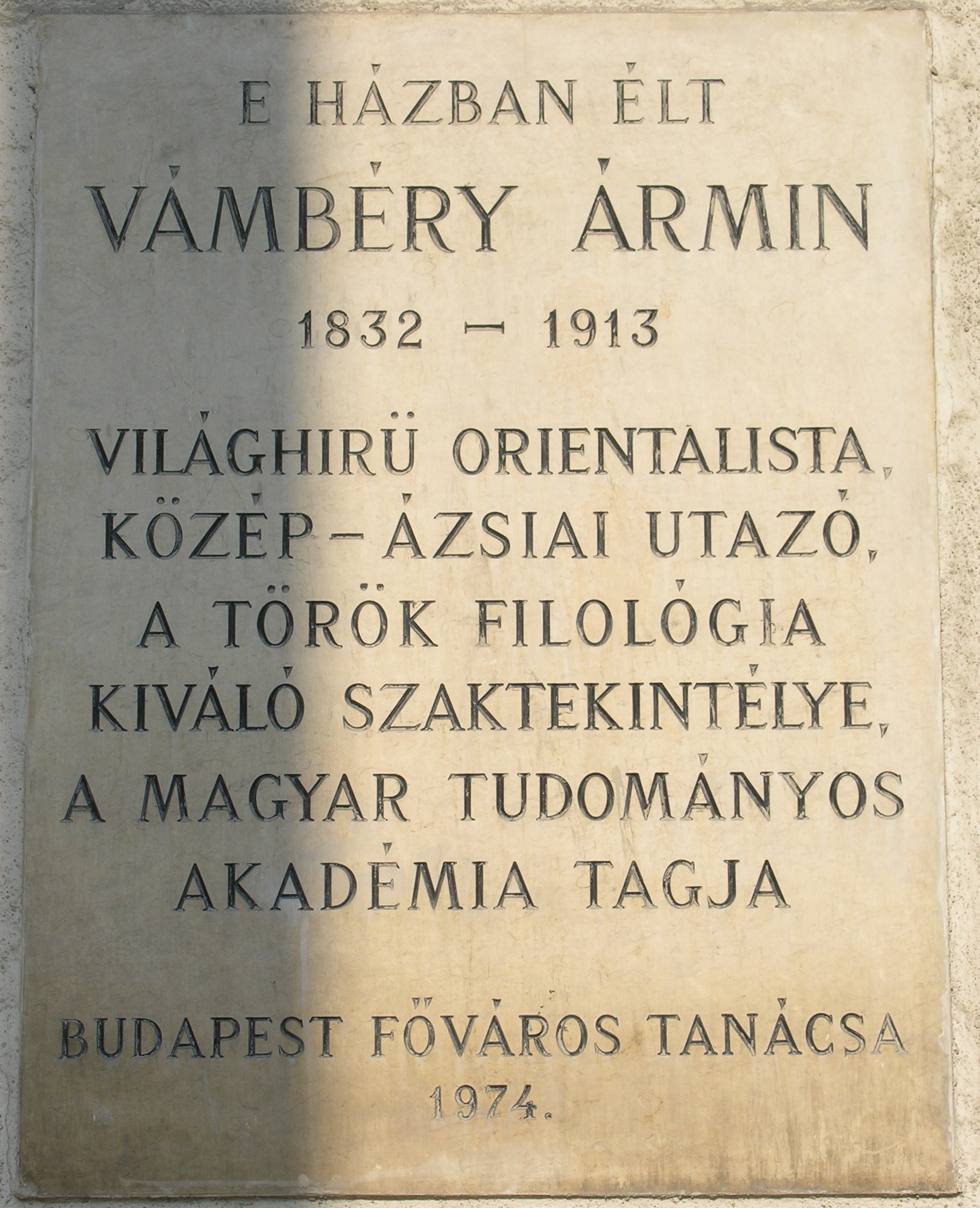
Vámbéry Ármin emléktáblája egykori lakhelyén, a Belgrád rakpart 24. szám alatt

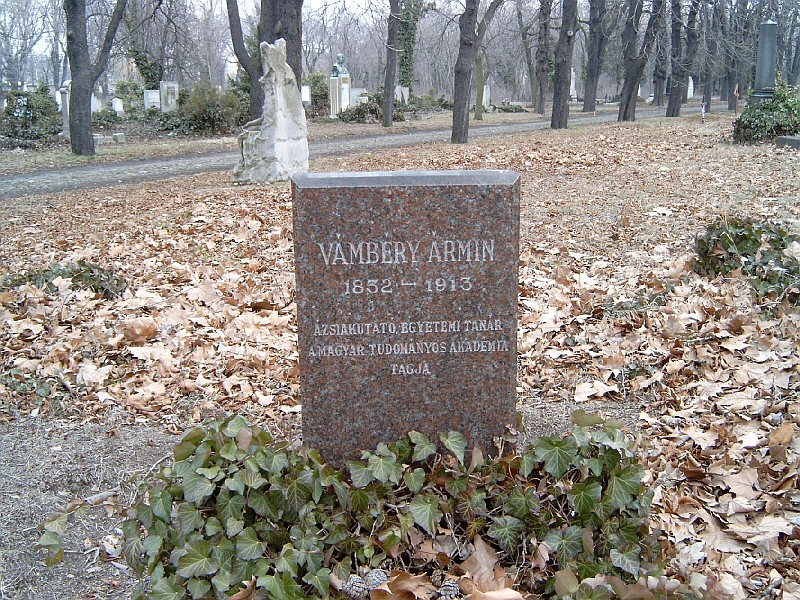
Vámbéry Ármin sírja Budapesten. Kerepesi temető: 18/1-1-13.

Vámbéry Ármin (eredeti neve: Wamberger Hermann) (Szentgyörgy, 1832. március 19. – Budapest, 1913. szeptember 15.), Hermann Vámbéry, Arminus Vámbéry. Magyar orientalista, egyetemi tanár, a Magyar Tudományos Akadémia rendes tagja.

## Élete
Szegény zsidó család gyermekeként látott napvilágot, a Pozsony vármegyei Szentgyörgyön. Születési éve bizonytalan, 1831 vagy 1832, ő maga későbbi éveiben az 1832-es évnél állapodott meg. Hároméves korában megbénult a bal lába, így járta be élete végéig Belső-Ázsiát. Édesapja röviddel az ő születése után kolerában meghalt, huszonkét éves édesanyja szegénységben nevelte és hamarosan újra férjhez ment, a család Dunaszerdahelyre költözött. Számos életrajz tévesen születési helyeként is Dunaszerdahelyet jelöli meg. A helyi népiskolába járt 12 éves koráig. Azután szabóinas volt egy rövid ideig, majd a falusi kocsmáros gyerekének lett a házitanítója. Felismerve rendkívüli tehetségét, tehetősebb ismerősei elhatározták, hogy segítségére lesznek, hogy továbbtanulhasson.
1845-ben beiratkozott a szentgyörgyi piarista gimnáziumba. 1847-ben tanulmányait a soproni evangélikus líceumban folytatta. Tizenhat éves korára az anyanyelvén kívül már folyékonyan beszélt héberül, latinul, franciául és németül, miközben már tanulta az angolt, néhány skandináv nyelvet, oroszt, szerbet és más szláv nyelveket. További tanulmányait Pozsonyban, illetve Pesten a Piarista Gimnáziumban végezte, közben házitanítóként kereste meg a fenntartásához és későbbi iskoláztatásához szükséges pénzt. Közben megismerkedett a török irodalommal, aminek eredményeként erősen felkeltette érdeklődését a török kultúra, majd megtanulta a nyelvet is. Ekkoriban ismerkedett meg Garay Jánossal, aki az egyetemi könyvtár könyvtártisztje (amanuensis) volt. Rajta keresztül ismerkedett meg többek között Vörösmarty Mihállyal a Pilvax kávéházban. Később Nagykőrösön Arany Jánossal találkozott többször, aki szívesen látta, érdeklődött tanulmányai iránt, szerette nyelvbéli tudását. Ezen ismeretségük miatt később, mikor Arany János már a Magyar Tudományos Akadémia titkára volt, Vámbéry pedig az egyetem professzora, Budapesten gyakran találkoztak Duna-parti sétáik közben.
1857-ben Eötvös József báró támogatásával Isztambulba utazott. Négyéves tartózkodása alatt először nyelvtanító lett Husszein Daim pasa házában, közben megismerte a keleti élet sajátosságait és szokásait. Majd oktatója és barátja, Mullah Ahmed Effendi segítségével sikerült olyannyira törökké válnia, hogy később a híres török államférfi, Fuad pasa titkára lett. Mindez idő alatt tudományos folyóiratokban számos tanulmányt tett közzé török források alapján a magyarok történelmi vonatkozásairól, és emellett még elsajátított vagy húsz különféle keleti tájszólást is. 1858-ban Isztambulban jelent meg első műve, a német–török és török–német szótár.
1860-ban a Magyar Tudományos Akadémia levelező tagja lett. Ugyanebben az évben az MTA-nak ajándékozta a Tarih-i Üngürüsz c. középkori magyar krónika török fordítását, amelyről Budenz József írt először hosszabb összefoglalót, „igen becses irodalmi emléknek” nevezve a művet.
Az MTA pénzügyi támogatásával 1861 őszén indult útnak Ázsiába, hogy a magyarok nyomai után kutasson. Rasid Effendi néven, szunnita dervisnek öltözve indult el Isztambulból. Teheránig jutott el, ahol csatlakozott egy Mekkából hazatérő zarándokcsoporthoz. Velük átutazta Közép-Ázsia sivatagjait, Erzerumot, állomáshelyeik lévén Tabriz, Zandzsan, Kazvin, majd Iszfahánon keresztül Siráz. 1863-ban megérkezett az üzbég Khoraszanba (mai nevén: Khíva), ahol még a kán fogadásán is sikeresen játszotta Rasid Effendi szerepét. Amikor Buharán keresztül Szamarkandba érkeztek, ott felkeltette a helyi emír gyanúját, de a több mint félórás kikérdezés alatt mégis sikerült meggyőznie igazhitű voltáról, és végül ajándékokkal megrakodva engedték útjára. Ezek után Herátban búcsút mondott utazótársainak és Isztambulba tartott.
Vámbéry útja volt az első sikeres, európai ember által véghez vitt újkori felfedezőút e térségben. Hosszú és veszélyes út után 1864 májusában érkezett vissza Pestre. Londonba utazott, hogy megszervezze útjáról írott könyvének angol nyelvű megjelentetését. A Közép-ázsiai utazás és annak angol nyelvű párja, a Travels in Central Asia 1865-ben jelent meg. Utazásai során a Bahá'i hit elődjével is kapcsolatba került. Utazásainak hála nemzetközileg elismert író és híresség lett. Megismerkedett a brit társadalmi élet kiválóságaival.
Ausztria londoni nagykövete a császárhoz szóló ajánlólevelet adott neki, aki Vámbéryt kihallgatáson fogadta, és nemzetközi sikereit a Pesti Egyetemre szóló nyelvtanári kinevezéssel jutalmazta. Az állás elfoglalása azonban nem volt könnyű, mivel az egyetem vezetése (köztük Schopper György rektor) nem akarta Vámbéryt tanárként alkalmazni, így először csak tanítóként működött az intézményben. Vámbéry maga úgy vélte, hogy az egyetemi urak ellenkezésének zsidó származása és a református egyházba való megtérése voltak fő okai, mivel az egyetem jezsuita múlttal és katolikus hagyományokkal rendelkezett. (Az ellenséges fogadtatáshoz azonban nyilván hozzájárult az a tény is, hogy Vámbéry érettségi bizonyítvánnyal sem rendelkezett, egyetemi tanulmányokat pedig sosem végzett.) Ő maga se nem büszkélkedett zsidó felmenőivel, se nem szégyenkezett emiatt, s önmagát nem zsidónak, hanem magyarnak tekintette.
1865–1904 között a Budapesti Tudományegyetemen a keleti nyelvek tanítója, majd tanára lett. Itt alapította meg a világ első turkológiai tanszékét. Munkássága nagyban hozzájárult az orientalizmus sajátosan magyar érdekű változatának, az Ázsiát, népeit, történelmét és műveltségét a magyar történelemmel és műveltséggel való összefüggésében vizsgáló turánizmusnak felvirágzásához.
Az ellene intézett hazai támadások csalódással töltötték el, munkássága azonban vitathatatlanul nagy és tartós hatást gyakorolt a magyar tudományosság fejlődésére úgy általában s benne a magyar nyelv és őstörténet kutatására különösen. Művei megjelentek angol, német és francia nyelven; számos tudományos társaság, többek között a Royal Geographical Society is tiszteletbeli tagjául választotta. A legmagasabb körökben is megfordult, a brit királyi udvar is nagy szívélyességgel fogadta.
Vámbéry életének ritkán emlegetett oldala a Brit Birodalom külügyminisztériumának végzett ügynöki munka. Az Abdülhamid szultánnal és más magas rangú török vezetőkkel történt találkozóiról, illetve az oszmán politikai elitről szóló, valamint más, az oszmán politikát érintő megfigyeléseiről részletes jelentésekben tudósította a brit külügyet, akik busásan jutalmazták szolgálatait. Utolsó éveiben Vámbéry azt is elérte, hogy tőlük rendszeres nyugdíjat kapjon.
1868. április 28-án Pesten, a Kálvin téri református templomban kötött házasságot Rechnitz-Arányi Kornéliával; Szilády Áron adta őket össze. 1872-ben Berecz Antallal, Hunfalvy Jánossal és Xántus Jánossal részt vett a Magyar Földrajzi Társaság megalapításában. 1872-ben Rechnitz-Arányi Kornéliától született meg fia, Vámbéry Rusztem. 1860-ban a Magyar Tudományos Akadémia levelező tagjává, 1876-ban rendes tagjává, 1893-ban tiszteleti tagjává, 1894-ben igazgatósági tagjává választották. 1889 és 1890 között a Magyar Földrajzi Társaság elnöke volt.

## A magyar nép és nyelv eredetére vonatkozó munkássága, küzdelmei
A középkori krónikairodalom (például a Gesta Hungarorum és a Gesta Hunnorum et Hungarorum) megőrizte magyar történeti hagyomány a magyarság legközelebbi rokonainak a türk népeket tekintette. E hagyomány nyomán Vámbéry Ármin Kőrösi Csoma Sándorhoz és másokhoz hasonlóan Ázsiában vélte fellelhetni a magyarok eredetét.
„Természetesen következett tehát ebből az a reménységem, hogy Középázsiában az összehasonlító nyelvtudomány segítségével világosságot vető sugarat lelhetek, mely eloszlatja a homályt a magyar őstörténelem sötét tájairól.” In: Vámbéry Ármin: Küzdelmeim. IV. fejezet, 62. o.
Vámbéry a közeli türk–magyar népi és nyelvi kapcsolat elméletének szószólója volt, e tárgyban írott munkái gyakran durva hangvételű tudományos és közéleti vitát robbantottak ki Magyarországon, mely ugor–török háborúként híresült el. Vámbéry amellett érvelt, hogy a türk nyelvek és a magyar közti nagyszámú hasonlóság e nyelvek és népek közös észak-ázsiai eredetére mutat. A magyar nép és nyelv finnugor eredetét végérvényesen bebizonyító Budenz József és követői komoly kritikákat fogalmaztak meg Vámbéry elméletével kapcsolatban, és egyértelművé tették, hogy megkérdőjelezhető Vámbéry tudományos szavahihetősége és tisztessége. Budenz ezekkel a szavakkal bírálta meg Vámbéry: Magyar és török–tatár szóegyezések c. művét:
„Esőt adál uram, de nincs köszönet benne! – mondhatnám e jelentésemet befejezvén, én is, ha visszatekintek a szóhasonlítások nagy halmazára, melyet Vámbéry úr, nem nagy gonddal és lelkiismeretességgel összehányva, »magyar és török–tatár szóegyezések« czime alatt a magyar nyelvész közönségnek nyújtott, mint feleletét azon kérdésre: hogy mi és mennyi törökség van a magyar nyelvben? Hogy e feleletnek, úgy amint ő azt adta, semmi hasznát nem vehetjük, azt a fentebbi birálati jelentésem, úgy hiszem, eléggé megmutatta.”, Budenz József. (NyK. 10 : 128)
Vámbéry később így emlékezett vissza ezekre az időkre:
„A küzdelem, melyet fanatikus ellenfeleim, sajnos, átvittek a személyeskedés terére is, eltartott jó sokáig, de ezúttal is bevált a régi diák közmondás: Philologi certant, tamen sub judice lis.” In: Vámbéry Ármin: Küzdelmeim. IX. fejezet, 130. o.
A Vámbéry és támogatói (többek közt Marczali Henrik történész, Pozder Károly nyelvész, Thúry József nyelvész, Török Aurél antropológus és mások) által képviselt álláspont jól kidolgozott és előremutató volt, és megmutatta a hagyományos családfamodell etnikai és nyelvi kapcsolatok leírására való alkalmatlanságát, mivel a népek és nyelvek a biológiai fajoktól igencsak eltérő módon viselkednek. Vámbéry és a finnugor származáselmélet többi bírálója rámutatott a finnugor elmélet és a rendelkezésre álló adatok (írott források, nyelvemlékek, régészeti leletek stb.) közti ellentmondásokra. Vámbéry és köre rámutatott, hogy a finnugor és az altaji nyelvek számos tekintetben erős hasonlóságot mutatnak. Ráadásul a magyar nyelvben nagyszámú (legkevesebb 300–400) ősi török eredetű szó található, és még ennél is sokkal több jó vagy elfogadható török etimológiával.
Vámbéry és követői (a „törökösök”) rámutattak, hogy a finnugrista válasz, kölcsönzés a türk/török nyelvekből, a tényleges helyzet túlzóan egyszerűsítő magyarázata, és a finnugor nyelvű és török nyelvű népelemek etnikai és nyelvi keveredése, összeolvadása sokkal valószerűbb forgatókönyv, amit az urál-altáji nyelvek nyelvészeti-szerkezeti hasonlósága tett lehetővé.
„…a magyar nyelv eredetében ugor, de a nemzet későbbi érintkezése és történeti átalakulásánál fogva egyformán ugor és török jellemű…” In: Vámbéry Ármin: Magyar és török–tatár szóegyezések. 120. o.
Vámbéry szerint a magyar nyelvben található igen jelentős számú török elem arról tanúskodik, hogy a magyar kontaktusnyelv, ugor és türk elemekből kialakult kevert nyelv, melynek nem csak egy, hanem két őse van. Vámbéry haláláig kitartott elmélete mellett.
Az ugor–török háborúról elmondható, hogy az sokkal inkább volt – politikai felhangoktól sem mentes – tudományos presztízsharc, mint tényleges tudományos eszmecsere. Az eredménytelen vitát soha nem zárták le megfelelően, az egyszerűen elhalt, mivel Vámbéry és követői hosszas küzdelem után felhagytak a kilátástalan vitával. Vámbéry az évek során többször módosított elméletén, de mindvégig kitartott a nyelvi és etnikai keveredés mellett. A vitában résztvevő finnugrista összehasonlító nyelvészek nemhogy a nyelvkeveredés vagy nyelvi összeolvadás tényét, de még annak elvi lehetőségét is mereven elutasították, és ragaszkodtak a bináris családfamodellhez. Egy, a vitában megszólaló finnugrista saját szavaival: „A magyar nyelv nem lehet kétféle eredetű, a magyar nyelvnek csak egy az eredete; ha ugor, akkor nem lehet török, s ha török, akkor nem ugor.”(A dőlt betűs kiemelés a szerzőtől.) Az eltelt idő tudományos fejlődése azonban rámutatott, hogy Vámbéry számos tekintetben közelebb járt az igazsághoz, mint a vele vitázó finnugristák, s az uráli/finnugor történeti nyelvészet is igen komoly átalakuláson ment át.
Az ugor–török háború után Vámbéry tovább folytatta munkáját, alakítva elméletét, ám mindvégig kitartott a magyar nép és nyelv kettős, ugor és török eredete mellett. Utolsó, már csak halála után kiadott, „A magyarság bölcsőjénél” című munkájában adta összegzését munkásságának. Ebben amellett érvel, hogy a mai magyar nép valójában csak a Kárpát-medencében született meg, az ide legkésőbb Attila idejében betelepült türk–ugor népkeverékből és a közé több hullámban betelepülő török népelemekből, melyek közül az utolsó jelentősebb a „honfoglaló” magyarok török törzse volt, akik aztán megalapították a Magyar Fejedelemséget. (Ez az elképzelés megelőlegezi a László Gyula képviselte kettős honfoglalás elméletet és azzal sokban megegyezik.)
A magyar, türk/török és ugor (mai szóhasználattal finnugor) nyelv rokonsága kapcsán megjegyzi:
„Az analógia kisebb vagy nagyobb foka, a rokon beszédrészek többé vagy kevésbé fontos volta lehet és lesz is még sokáig vita tárgya, de a török és magyar nyelv közt levő szoros és ősrégi rokonság tényét nem lehet oly könnyen kétségbe vonni.” In: Vámbéry Ármin: A magyarság bölcsőjénél. 20. o.
„Éppen ez az ugorokkal való keveredés ténye az, ami a magyar nép régi volta mellett bizonyít és pedig a következő okokból. Mint tudjuk, az ugor összefoglaló néven a vogulokat, osztjakokat, votjákokat, zürjeneket, mordvinokat, lappokat, cseremiszeket, észteket és finneket értjük ; kisebb népcsoportok ezek, amelyek most a Szozva partjától a lappok földéig s déli irányban a Volga középfolyásáig elterülő óriási területen laknak; oly néptöredékek, melyek nemcsak nyelvileg, hanem antropológiai és etikai tekintetben is elkülönülnek egymástól. Mivel pedig az ugorok a homályos őskorban egységes egészet alkottak és mivel a magyarok nyelvében a felsorolt nyelvek mindegyikének van nyoma, ennélfogva a magyar nyelv ugor elemei csak abból az időből származhatnak, mikor az ugor törzs még nem szakadt szét s az egyes ágak még együtt voltak azokkal a töredékekkel, amelyek később beolvadtak a magyarságba.” In: Vámbéry Ármin: A magyarság bölcsőjénél. 53. o.
„…ugorok voltak azok, kik az alapelemet alkották; de ehhez az alaphoz az idők során oly nagy mértékben járult hozzá egyre több török–tatár elem, hogy a török elem fölébe kerekedett az alapot alkotó ugoroknak s ily módon állt elő az a tarka népkeverék, mely később a magyar néven lett ismeretessé.” In: Vámbéry Ármin: A magyarság bölcsőjénél. 94. o.
Az Akadémia és a Tudományegyetem finnugristái (Hunfalvy Pál, Budenz József, Barna Ferdinánd stb.) nem lelkesedtek Vámbéry elmélete iránt. Az őt és elméletét ért támadások hevessége azonban meglepő annak fényében, hogy Vámbéry sosem tagadta a magyar és a finnségi népek közt fennálló kapcsolatot, az általa előbb turáninak, majd a nemzetközi szaknyelv változása nyomán már urál-altajinak nevezett népeket és nyelveket (a finntől a magyaron át a törökig) mind egymás meglehetősen közeli rokonainak tartotta.
Az ugor–török háború kapcsán érdemes felidézni a nyelvész Maarten Mous gondolatait:
„Mixed languages pose a challenge to historical linguistics because these languages defy classification. One attitude towards mixed languages has been that they simply do not exist, and that the claims for mixed languages are instances of a naive use of the term. The inhibition to accept the existence of mixed languages is linked to the fact that it was inconceivable how they could emerge, and moreover their mere existence posited a threat to the validity of the comparative method and to genetic linguistics.”
„A kevert nyelvek kihívást jelentenek a történeti nyelvészet számára, mert ezek a nyelvek ellenállnak az osztályozásnak. A kevert nyelvek felé tanúsított egyik hozzáállás az volt, hogy egyszerűen nem léteznek, és a kevert nyelvekről szóló kijelentések a kifejezés naiv használatának esetei. A kevert nyelvek létezésének elfogadása elleni gátlás ahhoz a tényhez köthető, hogy felfoghatatlan volt hogyan is keletkezhetnek, és ráadásként puszta létezésük fenyegetést jelentett az összehasonlító módszer érvényességére és a genetikus nyelvészetre.”

## Emlékezete
- Dunaszerdahelyen 2018-ban avatták fel ülő szobrát[28]
- Dunaszerdahelyen iskolákat neveztek el róla
- Csetényben iskolát neveztek el róla
- 2023 óta nevét őrzi a 185196 Vámbéry kisbolygó.[29]

## Főbb művei
- Deutsch-türkisches Taschenwörterbuch (Konstantinápoly, 1858)
- Abuska. Csagatajtörök szógyűjtemény. Pest, 1862 Online
- Közép-ázsiai utazás. (1865) II. kiadás (1873)
- Vándorlásaim és élményeim Perzsiában (1867)
- A keleti török nyelvről (Pest, 1869)
- Magyar és török-tatár szóegyezések. In: Nyelvtudományi közlemények VIII. 109-189. o. (1869)
- Indiai tündérmesék (Pest, 1870)
- Oroszország hatalmi állása Ázsiában (Pest, 1871)
- Bokhara története – Geschichte Bocharas – The History of Bokhara (Stuttgart 1972, London, 1873)
- Az iszlám a XIX. században (Lipcse, 1875)
- Keleti életképek (Bp., 1876)
- A török-tatár nép primitív culturájában az égi testek (Bp., 1879)
- A hunok és avarok nemzetisége (Bp., 1881)
- A magyarok eredete (Bp., 1882)
- A csuvasokról (Bp., 1883)
- A magyarok eredete és a finn-ugor nyelvészet. 1., Válaszom Hunfalvy Pál birálati megjegyzéseire (Bp., 1884)
- A török faj ethnologiai és ethnographiai tekintetben (1885)
- A magyarok eredete és a finn-ugor nyelvészet. 2., Válasz Budenz József bírálati megjegyzéseire (Bp., 1885)
- A magyarság keletkezése és gyarapodása (1895)
- Ó-török nyelvtanulmányok – Alt-Osmanische Sprachstudien (Leiden, 1901)
- Küzdelmeim (1905)
- Nyugat kultúrája Keleten (Bp., 1906)
- A magyarság bölcsőjénél. A magyar-török rokonság kezdete és fejlődése; Athenaeum, Bp., 1914
- Oroszok (Bp., 1915)
- Hogyan határoztam el, hogy Európába utazom ... (Bp., 1915)
- Dervisruhában Közép-Ázsián át; bev., jegyz. Kakuk Zsuzsa; Gondolat, Bp., 1966 (Világjárók. Klasszikus útleírások)
- Dervisruhában Közép-Ázsián; Lilium Aurum, Dunaszerdahely, 2000 (Vámbéry könyvek)
- Vándorlásaim és élményeim Perzsiában; utószó, sajtó alá rend., jegyz. Vásáry István; Lilium Aurum, Dunaszerdahely, 2005 (Vámbéry könyvek)
- A török faj etnológiai és etnográfiai tekintetben; utószó, jegyz., sajtó alá rend. Dobrovits Mihály; Lilum Aurum, Dunaszerdahely, 2006 (Vámbéry könyvek)
- A Nyugat kultúrája Keleten; utószó, jegyz., sajtó alá rend. Dobrovits Mihály; Lilium Aurum, Dunaszerdahely, 2007 (Vámbéry könyvek)
- Bokhara története a legrégibb időktől a jelenkorig. Ismert és ismeretlen keleti kézirati kútfők után; szerk., jegyz., utószó Sárközy Miklós; Lilium Aurum, Dunaszerdahely, 2010 (Vámbéry könyvek)
- Keleti életképek; szerk., jegyz., utószó Seres István; Lilium Aurum, Dunaszerdahely, 2011 (Vámbéry könyvek)
- Oroszország és a Kelet; szerk. Dobrovits Mihály, Dunaszerdahely, 2012 (Vámbéry könyvek)
- Közép-ázsiai utazás; utószó, sajtó alá rend. Dobrovits Mihály; Vámbéry Polgári Társulás, Dunaszerdahely, 2014 (Vámbéry könyvek)